# Под сенью крон
«Под сенью крон» (англ. Trees Lounge) — фильм режиссёра Стива Бушеми, его дебют в качестве режиссёра и сценариста. Другое название фильма: «Истина в вине».

## Сюжет
«Под сенью крон» — это фильм про мою жизнь. Моей матери, к примеру, он просто понравился. А отец сказал, что это шедевр.
Жизнь Томми Базилио пошла наперекосяк. Он потерял всё — работу автомеханика, подругу, друзей. Он даже не может отремонтировать свою машину. Найти новую работу в маленьком провинциальном городке довольно сложно. 
И Томми становится завсегдатаем местного бара с названием «Под сенью крон», где можно на время забыть о своих житейских неурядицах, найти утешение в алкоголе. Совершенно случайно ему подворачивается работа водителя фургона, развозящего мороженое. Благодаря этому случаю Томми знакомится с соблазнительной 17‑летней девушкой.
В фильме «Под сенью крон» Стиву Бушеми удалось гармонично объединить элементы драмы и комедии.

## В ролях
| Актёр                                | Роль     |
| ------------------------------------ | -------- |
| Стив Бушеми                          | Томми    |
| Марк Бун младший                     | Майк     |
| Хлоя Севиньи                         | Дебби    |
| Элизабет Бракко                      | Тереза   |
| Дэниел Болдуин                       | Джерри   |
| Деби Мейзар                          | Кристал  |
| Кэрол Кейн                           | Конни    |
| Энтони Лапалья                       | Роб      |
| Сеймур Кэссел                        | дядя Алл |
| Сэмюэл Л. Джексон                    | Уэнделл  |
| Майкл Империоли                      | Джордж   |
| Джон Вентимилья                      | Джонни   |
| Майкл Бушеми (англ. Michael Buscemi) | Рэймонд  |